# Jagnięcina
Jagnięcina – baranina pozyskana z jagnięcia od 6 do 12 miesiąca życia. Oddzielnym rodzajem jagnięciny, uchodząca za najsmaczniejsze, jest mięso jagniąt, które nie ukończyły 6 tygodnia życia i były karmione wyłącznie mlekiem. 

## Jagnięcina w Polsce
Statystyczny Polak zjada około 20-30 dag jagnięciny rocznie (dla porównania - wieprzowiny ok. 40 kg). Jagnięcina podhalańska została wpisana na listę produktów regionalnych i jest nazwą zastrzeżoną przez Unię Europejską. Do jej produkcji wykorzystywane są jagnięta ras polska owca górska i cakiel podhalański, mające do 60 dni życia

## Wartości odżywcze
Jagnięcina zawiera taką samą ilość tłuszczu i kwasów nasyconych, co mięso wołowe i wieprzowe. Ich zawartość jest jednak zależna od wieku i tuszy zwierzęcia, z którego pochodzi.  Jagnięcina ma wysoką zawartość białka, jest dobrym źródłem witamin z grupy B. Zawiera też dużo cynku i żelaza.